# Centre de perfectionnement aux affaires
El Centre de perfectionnement aux affaires de Paris (CPA Paris) és un establiment d'ensenyament tècnic superior privat francès creat l'any 1929 per la Cambra de Comerç i Indústria de París amb el nom de Centre de perfectionnement aux affaires. La seva missió original era formar de manera pragmàtica professionals de la gestió empresarial utilitzant nous mètodes d'ensenyament, en particular els de la Universitat Harvard amb l'ajuda de Georges Doriot, un dels primers graduats francesos.
L'any 1999, el CPA es va integrar a l'École des Hautes Études Commerciales de París i gestiona el programa "Executive MBA" des del 2002. El CPA té la seu a París, però ofereix els seus programes a Jouy-en-Josas.
Seguint el model de la CPA París, altres CPA han estat creades per cambres de comerç i indústria d'altres regions de França (Lió, Niça, Tolosa, Lille, etc.). Des de l'any 2006, a l'EM Lyon i Toulouse Business School, juntament amb CEPI Management per al CCI Grand Lille l'any 2011, el CPA ha impartit un programa de gestió avançada (AMP), per tal de continuar promovent la formació de líders per part dels líders alhora que es beneficia de suport acadèmic de les escoles de negocis.
L'any 2002, EMBA HEC va obtenir l'acreditació de l'Association of MBAs.
El CPA Paris lliura un diploma reconegut per l'Estat a nivell de màster.

## Graduats famosos
- François d'Orcival, un periodista i assagista conservador francès